# Cantó de Bry-sur-Marne
El cantó de Bry-sur-Marne és un antic cantó francès del departament de Val-de-Marne, que estava situat al districte de Nogent-sur-Marne. Comptava amb 2 municipis i el cap era Bry-sur-Marne.
Va desaparèixer al 2015

## Municipis
- Bry-sur-Marne
- Champigny-sur-Marne (part)

## Història
| Data d'elecció                           | Identitat        | Partit           | Qualitat |
| ---------------------------------------- | ---------------- | ---------------- | -------- |
| 1967-1970                                | Raymond Segal    | PCF              |          |
| 1970-1982                                | Jacques Lasne    | UDR, després RPR |          |
| 1982-1994                                | Etienne Audfray  | UDF              |          |
| 1994-2001                                | Jacques Lasne    | RPR              |          |
| 2001-                                    | Dominique Roblin | RPR, després UMP |          |
| les dades anteriors no són pas conegudes |                  |                  |          |
|                                          |                  |                  |          |

## Demografia
| A partir de 1990: Població sense dobles comptes |